# Mitsubishi F-2
Mitsubishi F-2 je jednomotorový nadzvukový víceúčelový proudový stíhací letoun vyvinutý japonským koncernem Mitsubishi Heavy Industries. Jediným uživatelem typu jsou Japonské vzdušné síly sebeobrany. Hlavním dodavatelem byla MHI a subdodavatelem Lockheed Martin, přičemž výroba mezi Japonskem a USA byla rozdělena v poměru 60:40.

## Vývoj

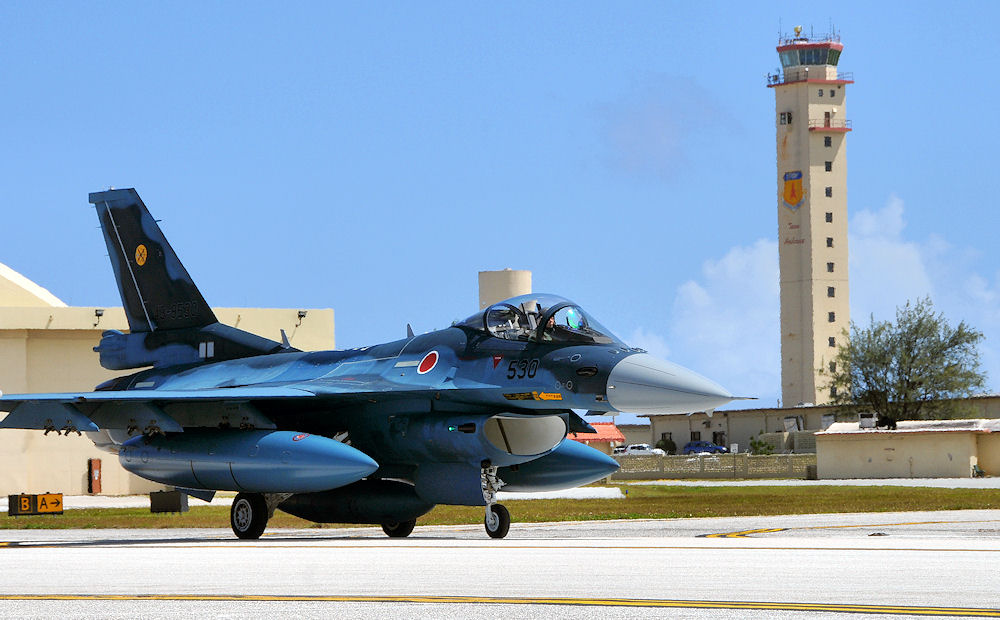
Mitsubishi F-2A

Bojový letoun F-2 byl vyvíjen od roku 1985 v rámci programu FS-X japonského ministerstva obrany, především jako náhrada typu Mitsubishi F-1. Cílem výrobce Mitsubishi Heavy Industries bylo nabídnout menší a levnější letoun, než jím v licenci vyráběný typ F-15J/EJ. V úvahu připadal buď domácí vývoj nové stíhačky nebo převzetí nějakého zahraničního typu. Zpočátku Japonsko upřednostňovalo vývoj vlastního stíhacího letadla, ale později, pod tlakem USA, se rozhodlo uzavřít dohodu o spolupráci se Spojenými státy. V říjnu 1987 se setkali zástupci japonského a amerického ministerstva obrany ve Washingtonu, kde projednávali, zda předělají pro potřeby Japonska letadla F-15 nebo F-16. V listopadu 1988 se USA a Japonsko dohodly na vývoji nové stíhačky, nazvané FS-X, která měla vycházet z letadla F-16 Block 40. Program vývoje FS-X byl spuštěn v roce 1990 a o tři roky později začala výroba prvního prototypu. Nový letoun přitom byl vyvíjen ve spolupráci s americkou firmou Lockheed Martin. Oba stroje jsou si vizuálně podobné a sdílejí podobnou aerodynamickou koncepci, v dalších ohledech se ale jedná o zcela odlišné letouny (tvar a rozměry draku, vnitřní konstrukce). První ze čtyř prototypů označený XF-2A poprvé vzlétl dne 7. října 1995. Sériové stroje byly japonskému letectvu dodávány od roku 2000, přičemž do roku 2011 jich bylo dodáno celkem 94 kusů v jednomístné verzi F-2A i dvoumístné verzi F-2B (podle původních plánů jich mělo být dodáno až 141 kusů).

## Konstrukce

Porovnání letounů F-16 a F-2

Ačkoliv měla být F-2 jen mírnou modifikací stíhačky F-16 Block 40, nakonec byly na letadle zrealizovány poměrně výrazné konstrukční změny. Hlavní rozdíly mezi F2 a F-16 jsou následující:
- F-2 má o 25 % větší plochu křídla,
- Má také větší horizontální ocasní plochy,
- Na snížení celkové hmotnosti a radarové odrazové plochy byly použity v konstrukci draku kompozitní materiály,
- Nos letadla je delší a širší, aby v něm mohl být integrován radiolokátor typu J/APG-1 s aktivním elektronickým vychylováním paprsku AESA,
- Větší otvor pro nasávání vzduchu,
- Třídílný překryt kokpitu,
- Možnost nést čtyři protilodní střely ASM-1 nebo ASM-2, čtyři střely vzduch-vzduch a přídavné palivové nádrže.

### Drak

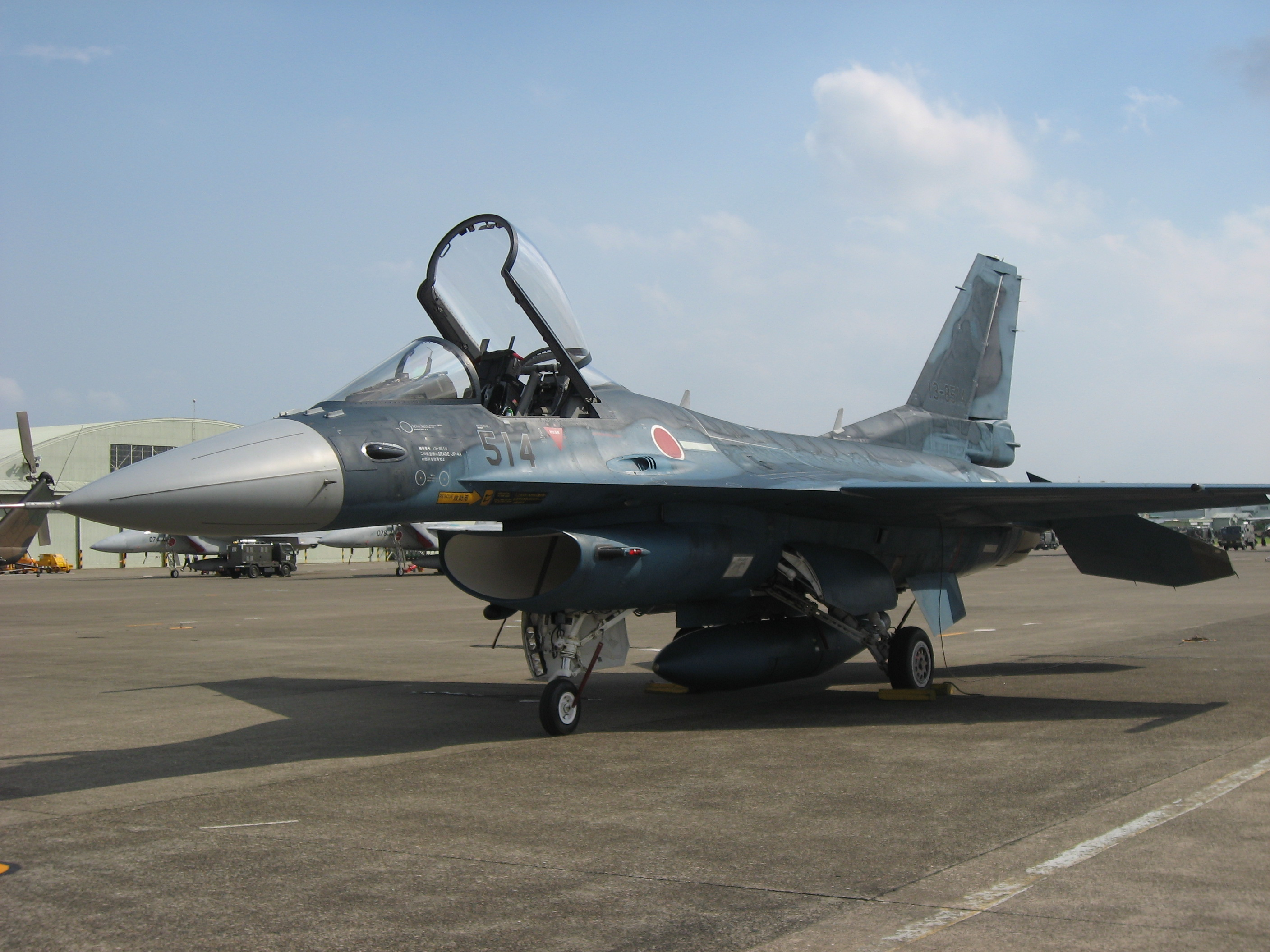
Mitsubishi F-2A

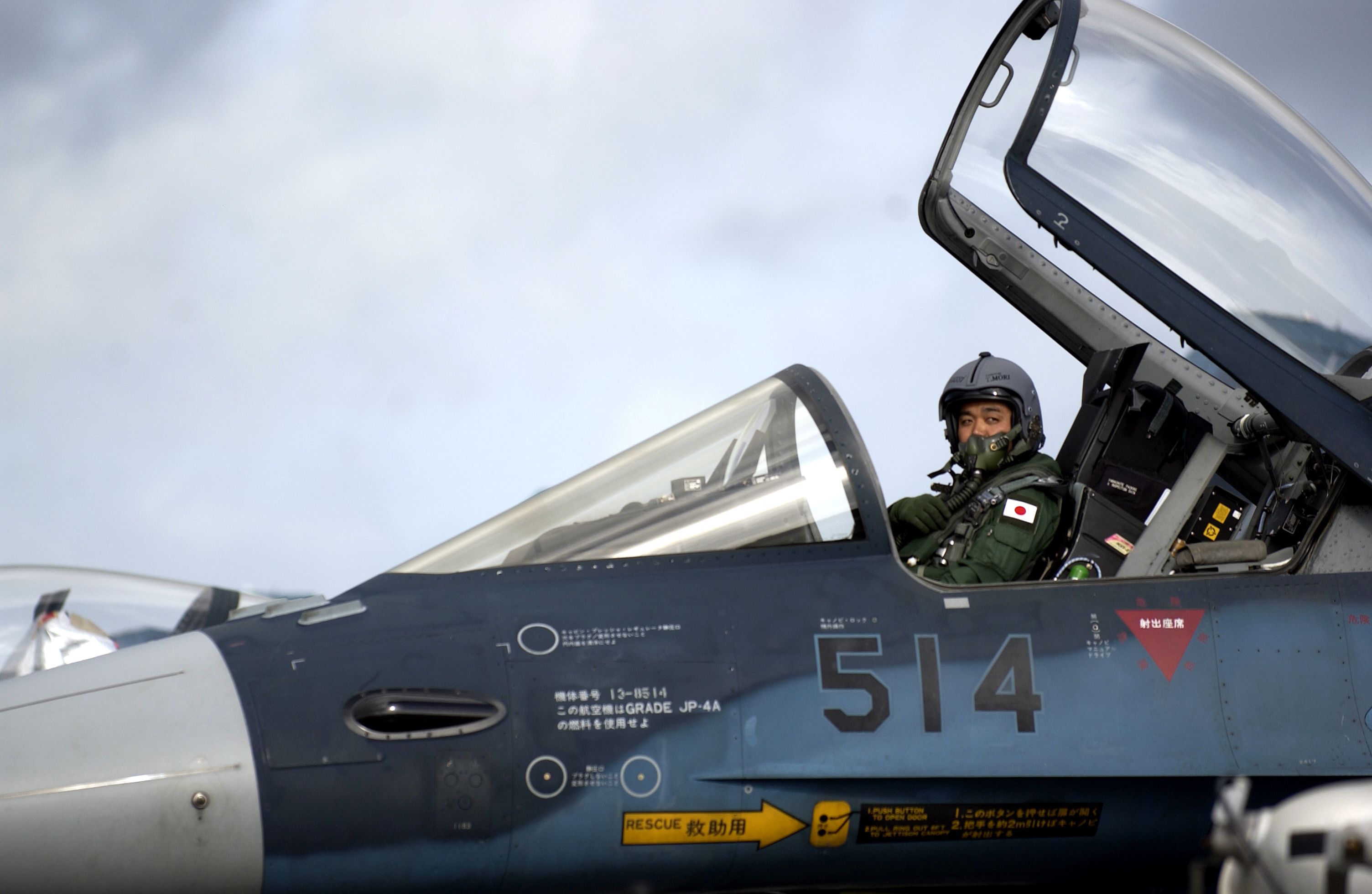
F-2B

Na výrobě letadla se podílelo několik firem. Společnost Kawasaki byla zodpovědná za střední část trupu, zatímco Mitsubishi za výrobu přední části trupu a křídla. Lockheed Martin měl na starosti zadní část trupu a klapek na náběžné hraně křídla. Křídlo je vyrobeno z kompozitních materiálů, které snižují celkovou hmotnost a radarový odraz letadla. Rozpětí křídel se prodloužilo o 1,14 m, čímž se zvětšila nosná plocha o 25 %. Díky tomu dokáže letadlo unést více paliva v interních nádržích a pod křídlem má o dva závěsníky více než F-16. Ve srovnání s Falconem má také delší a širší příď, aby tam mohl být osazen nový japonský radar.

### Kokpit
V kokpitu se nacházejí 3 víceúčelové displeje od firmy Yokogawa a průhledový displej (HUD), vyvinutý společností Shimadzu.

### Avionika
Mitsubishi F-2 je vybaveno radarem s elektronickým vychylováním paprsku J/APG-1 od společnosti Mitsubishi Electric. F-2 byly vůbec prvními stíhačkami na světě s integrovaným AESA (Active electronically scanned array), se kterým létaly již od roku 1995. J/APG-1 by měl skládat z 1216 modulů na bázi arsenidu gallia (GaA). V současnosti je tento radar modernizovaný do standardu J/APG-2 pro zajištění kompatibility s novou raketou AAM-4B. Ten se bude skládat z modulů na bázi nitrátu gallia (GaN) o výkonu 6W. Svými parametry by měl převyšovat radar APG-79, použitý v modernizovaných strojích F/A-18E/F Super Hornet.
Důležitou součástí avioniky letadla je zaměřovací kontejner Sniper od společnosti Lockheed Martin. F-2 se tak staly po letadlech F-15, F-16, F/A-18, A-10, B-1, B-52 a Harrier osmou platformou, která má integrované toto zařízení. Sniper umožňuje detekovat, identifikovat a automaticky sledovat malé taktické cíle na dlouhé vzdálenosti. Součástí systému je i laserový značkovač, který umožňuje použití laserem naváděných pum proti stacionárním nebo pohyblivým cílem. Kromě toho Sniper umožňuje pilotům zhotovit snímky s vysokým rozlišením pro potřeby zpravodajství, sledování a průzkumu.
Komunikační systém AN/ARC-164 od firmy Raytheon pracuje v pásmu UHF. AN/ARC-164 umožňuje efektivní hlasovou komunikaci, odolnou vůči rušení.
Identifikační systém "přítel - nepřítel" AN/APX-113 (V) od společnosti BAE Systems pomáhá pilotovi identifikovat přátelská letadla v zabezpečeném prostředí.
Mitsubishi F-2 je vybaveno elektro-impulsním systémem řízení fly-by-wire, vyvinutý společnostmi Japan Aviation Electric a Honeywell.

### Motor
Pohon letadla zajišťuje jeden dvouproudový motor General Electric F110-GE-129, vyráběný v licenci společností Ishikawajima Harima Indistries a který F-2 umožňuje dosáhnout maximální rychlosti Mach 2. Jeho suchý tah je 75,62 kN, při použití přídavného spalování až 131,23 kN. Tyto motory pohánějí nejen stroje F-16, ale i jihokorejské F-15K.
F-2 dokáže stoupat rychlostí 255 m/s a jeho maximální dostup je 18 000 m. Může nést přídavné palivové nádrže do hmotnosti 4 400 kg, díky čemuž dokáže doletět až 4 000 km.

### Výzbroj

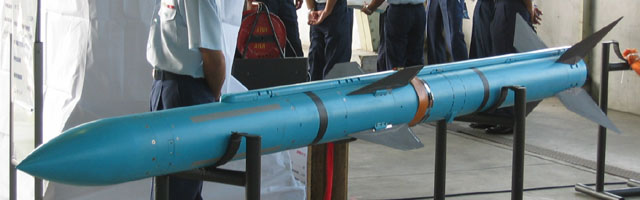
Střela vzduch-vzduch Mitsubishi AAM-4

Základní výzbroj představuje šestihlavňový kanón M61A1 ráže 20 mm s kadencí 6000 ran za minutu umístěný na levé straně přídě a 8000 kg další výzbroje na 13 závěsnících. 
Teplem naváděné rakety vzduch-vzduch s krátkým dosahem zastupují americké AIM-9L, ale i střely domácí provenience. Z japonské produkce je to starší AAM-3 a moderní AAM-5, která je poháněna motorem s měnitelným vektorem tahu.
Útok na vzdušné cíle mimo vizuální kontakt může být proveden americkými raketami středního dosahu AIM-7F/M. Jde o střely s poloaktivním radarovým naváděním a doletem 50 km. Ty by měly být postupně nahrazeny japonskými střelami s aktivním radarovým naváděním AAM-4. Její vylepšená verze AAM-4B je první protiletadlovou raketou s radarem typu AESA. Tato střela od společnosti Mitsubishi má dolet až 120 km.
Důležitou součástí výzbroje jsou čtyři protilodní střely ASM-1 nebo ASM-2, které stíhačku předurčují především k ničení nepřátelských bojových lodí a výsadkových plavidel. ASM-1 s aktivním radarovým naváděním má dolet 50 km, zatímco ASM-2 s infračerveným naváděním dokáže zasahovat cíle až na 100 km.

## Operační služba
První sériové letouny F-2 začaly japonské vzdušné síly sebeobrany přebírat v září 2000. Postupně byly zařazovány k jednotkám 3. leteckého křídla na základně Misawa, 8. leteckého křídla na základně Tsuiki a 4. leteckého (výcvikového) křídla na základně Matsushima.
V roce 2011 bylo 18 letounů F-2B 21. výcvikové letky vážně poškozeno tsunami, která zasáhla leteckou základnu Matsushima. Japonsko se rozhodlo maximum strojů opravit. Nové zadní partie trupu například dodala společnost Lockheed Martin.
V roce 2012 bylo rozhodnuto o modernizaci 60 letounů F-2, která bude zahrnovat avioniku i zbraňové systémy. Do letounu budou například integrovány nové protiletadlové řízené střely středního dosahu AAM-4B a nadzvukové protilodní střely ASM-3. Minimálně 30 strojů by v rámci další modernizace mělo dostat nový radar J/APG-2 a schopnost používat řízenou munici JDAM.

## Specifikace (F-2)

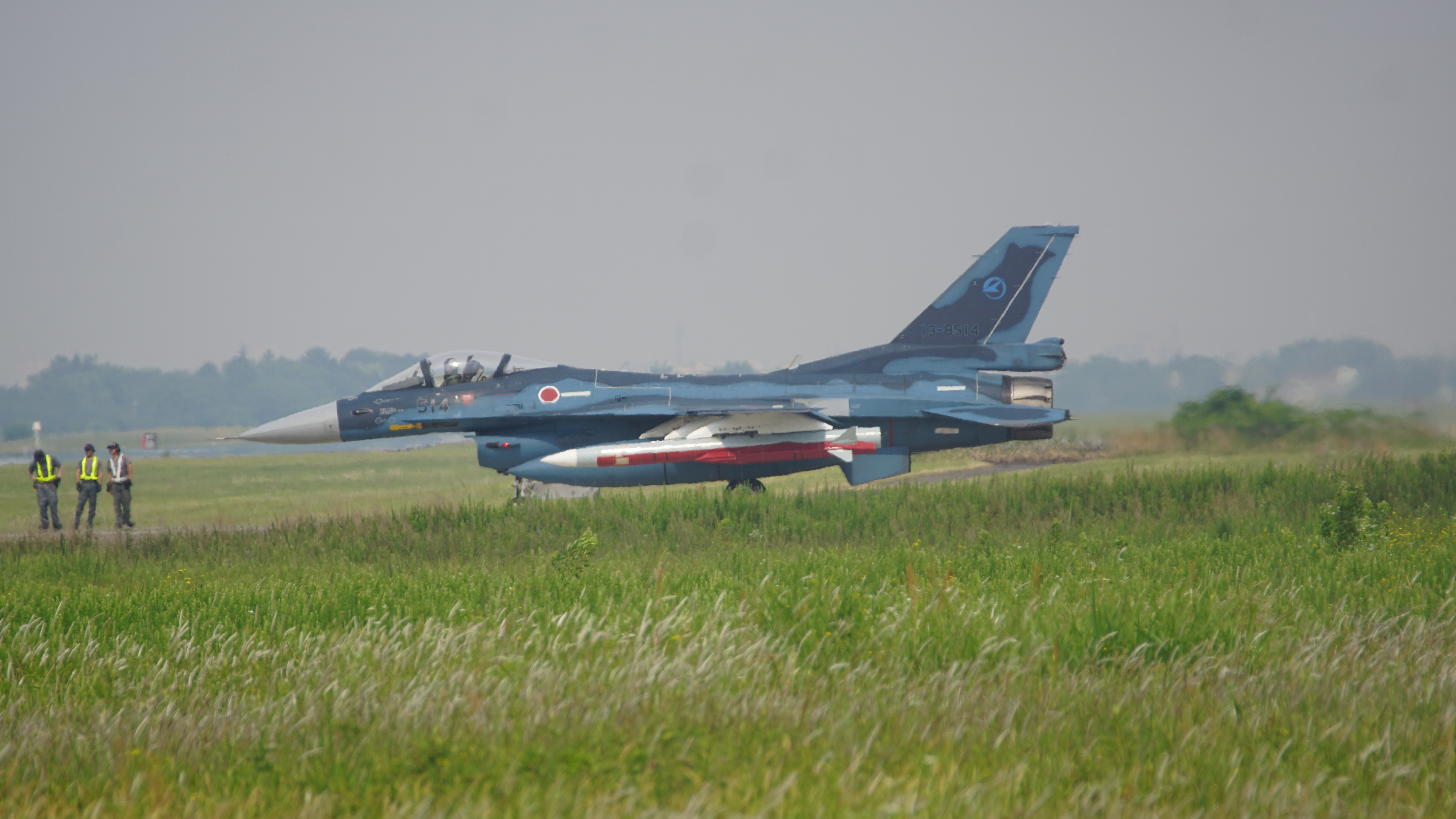
JASDF F-2 s XASM-3 na základně Gifu v květnu 2017

### Technické údaje
- Posádka: 1
- Rozpětí: 11,13 m
- Délka: 15.52 m
- Výška: 4.96 m
- Nosná plocha: 34,84 m²
- Prázdná hmotnost: 9,500 kg
- Max. vzletová hmotnost: 22,100 kg
- Pohonná jednotka: 1× dvouproudový motor General Electric F110-GE-129
- Výkon pohonné jednotky: 137,7 kN

### Výkony
- Cestovní rychlost: km/h
- Maximální rychlost: 2,500 km/h
- Dolet: 835 km
- Operační dostup: 18,000 m

### Výzbroj
- 1× kanón JM61A1 Vulcan ráže 20 mm
- 8000 kg bomb